# Jean de Thomas de Saint-Laurent
 (novembre 2011).
Si vous disposez d'ouvrages ou d'articles de référence ou si vous connaissez des sites web de qualité traitant du thème abordé ici, merci de compléter l'article en donnant les références utiles à sa vérifiabilité et en les liant à la section « Notes et références ».
(Joseph) Jean de Thomas, comte de Saint-Laurent (9 avril 1762 - mars 1835), chevalier, puis 3e comte de Thomas de Saint-Laurent (1787), seigneur de Saint-Laurent La Vernède et de La Bastide-d'Engras (1787), est un officier de marine français des XVIIIe et XIXe siècles.

## Biographie

### Origines et famille
Issu d'une branche de l'illustre maison de Thomas de La Garde et fils de Georges Joseph Nicolas de Thomas (1737 en Avignon - 1787 à Paris), appelé « Monsieur de La Bastide », seigneur de Saint Laurent La Vernède et de la Bastide d’Engras (1780), habitant Paris, entre 1761 et 1780, puis Uzès et le château de la Bastide d’Engras. Son père est ami de Jean André de Vassal (1738 - 1795), receveur général des finances du Languedoc. Il fait un mariage d’amour en épousant, le 11 juin 1761, à la Nonciature de Paris, à Jeanne Louise de Cabanne de Saint-Alban (1743 - 21 janvier 1784 à Lyon). La dot de Mlle de Saint-Alban est de 100 000 livres. Fille de Louis de Cabanne (+ 1770), sieur de Saint-Alban, écuyer, maréchal général des logis du régiment des gardes françaises, régiment de la maison du roi (grade équivalent à celui de lieutenant colonel de cavalerie, charge obtenue à la demande du duc de Gramont, colonel du régiment), marié en 1731 à Saint-Étienne, à Jeanne Duchon (+ 1770). 
Petit-fils de Joseph de Thomas (1695 + 1780), « Monsieur de Saint Laurent », comte palatin (1739), seigneur de Saint Laurent La Vernède (1745) et de la Bastide d’Engras (1746), docteur es droits (1714, sic), professeur agrégé es droit canon et avocat aux cours d’Avignon. Il détient la charge de vice-gérant du Comtat et de président de la chambre apostolique d’Avignon (1725), deux fois élu Primicier de l’Université d’Avignon (1749 et 1761), marié à Uzès, en 1729, à Anne (de) Trinquelague (1700 + 1783), 
Neveu, par sa mère d'Alexandre Louis Cassier de Bellegarde (1723 + ap. 1792), maréchal de camp (1788), inspecteur général de l’artillerie (1791), émigré à l’armée des Princes (1792), puis en Russie.
Frère aîné de Louis Joseph de Thomas (1763 + 1842), « chevalier de La Bastide », capitaine de frégate et chevalier de Saint-Louis.

### Jeunesse
Élevé à Paris, hôtel de Charost, par ses parents et, ses grands-parents Cabanne de Saint-Alban (décédés en 1770)
Esprit précoce, excellent mathématicien et physicien.

### Service dans la marine royale (1777-1792)

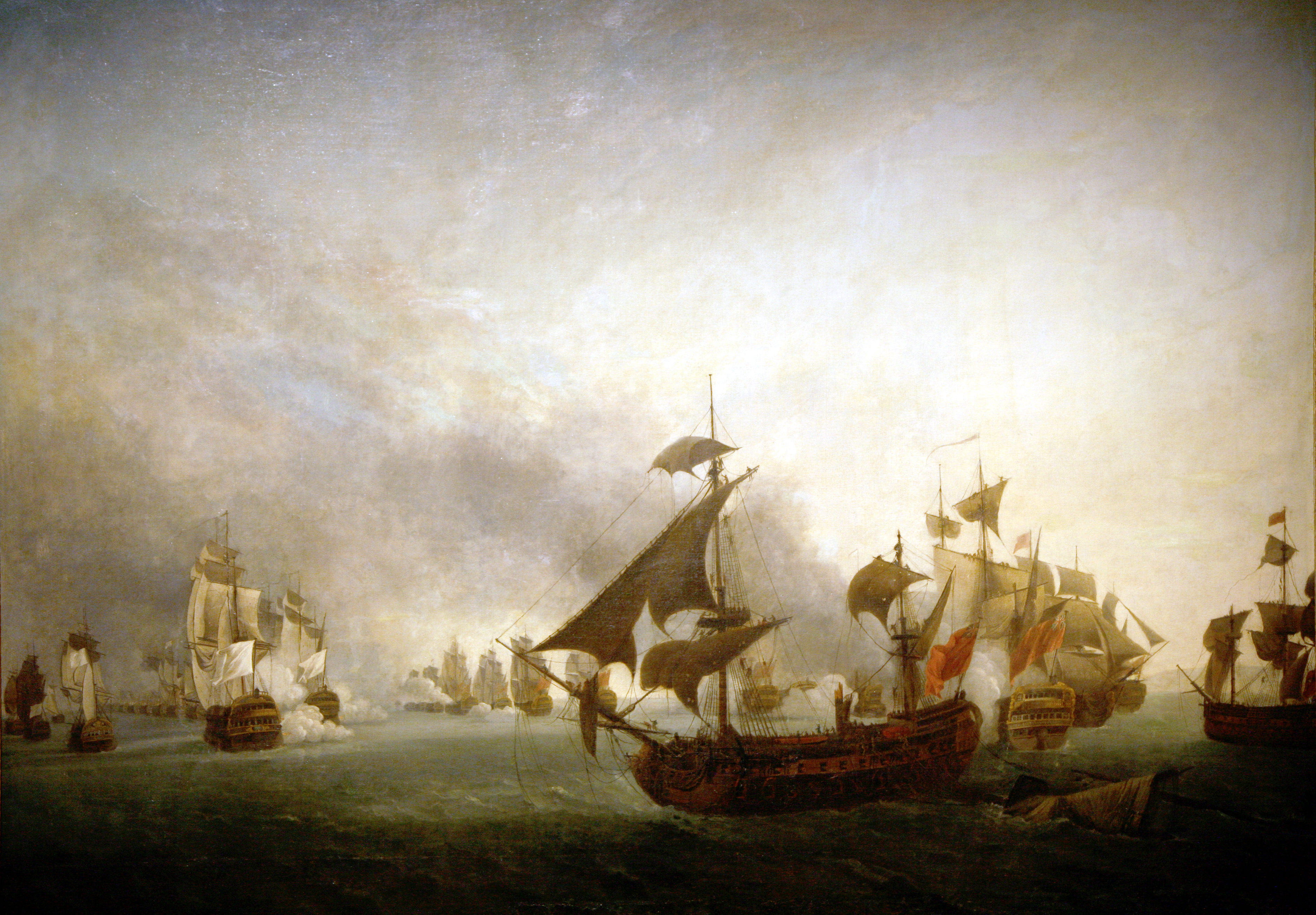
La bataille de la Grenade, vue par le peintre Jean-François Hue.

Garde de la marine à Toulon, il devient aspirant de marine à 15 ans en 1777 et participe à la Campagne d’Amérique (1778-1781). Garde de la marine, il est embarqué sur le vaisseau le Marseillois (1778), de 74 canons, dans l’escadre du Comte d’Estaing qui affronte un vaisseau anglais le 13 août 1778 en face de Newport. 
Il participe au Combat de la Grenade et au siège de Savannah (décembre 1778-1779), il est promu enseigne de vaisseau à moins de 18 ans, le 16 février 1780.
En avril 1780, le Marseillois et le Zélé (commandés par le bailli de Suffren) appareillent ensemble de Brest pour une campagne dans l’Atlantique. Le 9 août, les deux vaisseaux sont engagés dans un combat à l’ouest du cap Saint-Vincent. En 1780, Saint-Laurent embarque à bord du Hardy, vaisseau de 64 canons, envoyé à Cadix, puis il passe ensuite sur L'Actif, participant à la Campagne des Indes (1781-1786). À la fin de l’année 1781, il embarque sur le Fendant, 74 canons, qui porte le pavillon du chevalier de Peynier, brigadier des armées navales. Le second du navire est le comte de Rosily, lieutenant de vaisseau.
M. de Peynier s’est vu confier le commandement d’une division navale destinée à l’escadre des Indes. Cette division est composée de trois vaisseaux - le Fendant, l’Argonaute et le Hardi - et d’une frégate, la Cléopâtre. Le Fendant n’a que quelques mois de campagnes à son actif, au Sénégal puis aux Amériques.

#### Brest-Le Cap-île de France-Ceylan: traversée interminable et épidémie meurtrière (février 1782-mars 1783)
Le 11 février 1782, la division du chevalier de Peynier appareille de Brest pour les Indes ; elle doit faire route via le cap de Bonne-Espérance – port néerlandais - puis l’Isle de France et y relâcher. La mission de M. de Peynier est double : aller renforcer l’escadre du bailli du Suffren et, en se rendant aux Indes, escorter un important convoi de troupes, munitions et approvisionnements nécessaires à une nouvelle campagne. Ce convoi doit encore s’augmenter après l’escale à l’Isle de France, où Peynier devra prendre en charge les troupes du vieux général de Bussy, destiné à commander les forces terrestres des Indes.
Le 17 mai 1782, la division navale du chevalier de Peynier atteint le Cap, mais se trouve forcée d’y séjourner plus longtemps que prévu, du fait du mauvais état du vaisseau Le Hardi, mais surtout de la santé dégradée des équipages et de la troupe, victimes d’une redoutable épidémie.
Or, ces renforts sont attendus avec impatience par Suffren auquel les moyens manquent pour lancer une offensive contre les britanniques sur la côte de Coromandel et dégager de façon décisive les environs de Pondichéry et Gondelour. En décembre 1782, la division navale du chevalier de Peynier a atteint l’Isle de France et opéré sa jonction avec le général de Bussy. Ce dernier tarde à embarquer ses troupes, attendant la fin de l’affreuse épidémie qui décime marins et soldats du convoi. 
Enfin, le 24 décembre, la division navale du chevalier de Peynier, escortant un convoi de trente-deux navires - portant 2 500 soldats -, appareille de Port-Louis et fait route pour rejoindre Suffren. La division est précédée de « la Cléopâtre », chargée d’éclairer la force. Le 22 février 1783, le chevalier de Peynier envoie la frégate vers Sumatra, pour confirmer que Suffren s’y trouve effectivement. Apprenant que le bailli a appareillé d’Achem depuis six semaines pour rejoindre Trinquemalay, aux Indes, M. de Peynier assemble ses capitaines et se décide à faire voile pour Trinquemalay, sans relâcher à Achem.

#### Opérations aux Indes: blocus de Madras, ravitaillement du marquis de Bussy et bataille de Goudelour (mars-juin 1783)

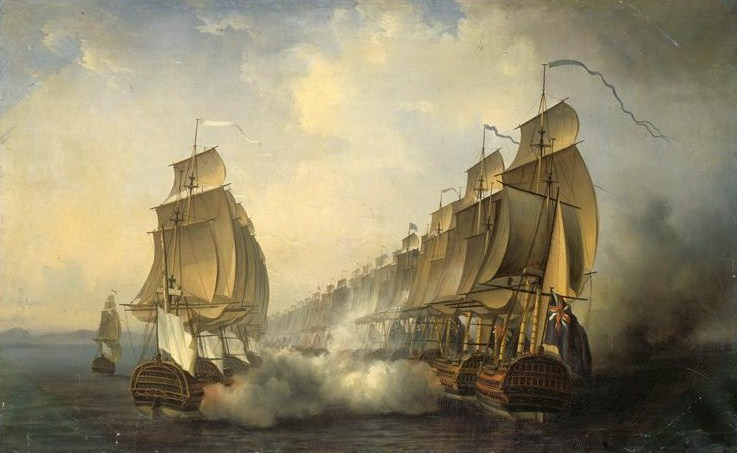
Bataille de Gondelour, 20 juin 1783, peinture d'Auguste Jugelet, 1836

Le 10 mars 1783, la jonction s’opère enfin à Trinquemalay entre le convoi et l’escadre du Bailli de Suffren, réduite à onze vaisseaux par la perte accidentelle de deux bâtiments de ligne. Suffren est contrarié par le retard de ses plans et sait que l’amiral Hugues ne tardera pas à paraître sur la côte de Coromandel avec sa flotte, dont tous les vaisseaux ont été doublés en cuivre neuf.
Le 23 mars, Suffren envoie une division de deux vaisseaux (dont le Fendant) et deux frégates, sous les ordres du chevalier de Peynier, bloquer le port britannique de Madras et intercepter les navires qui voudraient y entrer.
Le 3 juin, M. de Peynier, ayant débarqué à Goudelour toutes les munitions demandées par le marquis de Bussy, fait route de retour lorsque ses vigies lui signalent la flotte anglaise. Il fait immédiatement courir au large, à pleines voiles, et parvient à échapper à l'Amiral Hugues. Suffren s’inquiète déjà vivement lorsque, le 10 juin, les cinq navires de Peynier apparaissent enfin devant Trinquemalay.
Dès le lendemain, 11 juin, l’escadre entière, enfin opérationnelle, appareille pour Goudelour, afin d’y soutenir le corps d’armée du marquis de Bussy et, si nécessaire, d’y affronter la flotte anglaise. En effet, Suffren dispose maintenant de quinze vaisseaux et peut donc prendre le risque d’affronter Hugues et ses dix-huit bâtiments de ligne.
L’avant-garde française est commandée par le chevalier de Peynier, à bord du Fendant, commandé par M. de Saint-Félix. Elle comprend cinq vaisseaux. 
Le 20 juin, l’amiral britannique accepte de l’affrontement. Embarqué sur la Cléopâtre, Suffren donne l’ordre de former la ligne de bataille et l’escadre entame son évolution. Le Sphinx et le Brillant précèdent le Fendant, que suivent le Flamand et l’Ajax.
Le Fendant affronte et repousse l’HMS Inflexible, de 64 canons, puis le HMS Gibraltar de 80 canons. Il dégage ainsi le Brillant, qui livrait à ce vaisseau un combat trop inégal et lui permet d’attaquer un autre vaisseau moins puissant. Le second du Fendant, Saint-Félix, est blessé et, bientôt, le feu éclate dans la hune d’artimon du vaisseau par l’explosion d’un baril de grenades. Pour tenter d’éteindre l’incendie, Peynier est obligé de sortir prématurément de la ligne de bataille. À bord du Fendant on parvient à se rendre maître du feu et le vaisseau peu reprendre le combat.
La bataille, engagée depuis deux heures et demie, tourne nettement à l’avantage de Suffren, plusieurs vaisseaux britanniques étant gravement endommagés, lorsque, la nuit tombant, l’escadre de Hugues se retire. Cette bataille de Goudelour, considérée comme le plus beau combat livré par Suffren, est l’une des rares victoires jamais remportées sur la Royal Navy[Quoi ?]. M. de Saint-Félix quitte le Fendant pour prendre le commandement du Flamand.
Le 23 juin après-midi, Suffren court enfin à la côte pour y débarquer des renforts et sauver les défenses du marquis de Bussy.
Le 29 juin 1783, la frégate parlementaire Médée apporte la nouvelle du cessez-le-feu entre la France et l'Angleterre, signé à Versailles le 9 février. La suspension d'armes est immédiate.

#### Juillet 1783-1786
Le bailli de Suffren est alors rappelé en France et le chevalier de Peynier, promu chef d’escadre, prend le commandement de la flotte française de l’océan Indien (5 vaisseaux et 2 frégates) jusqu’en 1786. Saint-Laurent entretenait des relations amicales avec le lieutenant de vaisseau Villaret de Joyeuse, « officier bleu » intégré dans le grand corps par Suffren.
Le 24 juillet 1784, Villaret de Joyeuse lui écrit de Pondichéry une lettre de trois pages. Elle est adressée à « Monsieur de Saint-Laurent, major de l’escadre de M. Peynier (sic) à Trinquemalay, Ceylan ». Villaret s'apprête à quitter les Indes, après sa longue campagne contre les Anglais, au cours de laquelle il a été fait prisonnier. La signature de la paix vient d'être signée aux Indes, et il se charge des expéditions de Saint-Laurent. Il espère être de retour dans un an. «Quelques belles de Pondichéry à qui j'ai communiqué votre lettre vous savent fort mauvais de ne pas leur faire entrevoir un retour prochain à la côte. L'amiral Hughes, plus galant que monsieur de Peynier leur a fait témoigner le plus grand désir de venir leur offrir ses hommages ; il sera ici sous peu de jours ; il a fait une tournée dans les terres et terminera ses voyages par notre capitale». Il relate des anecdotes galantes et l'arrêt d'un jeune marin plein de fougue. Il conclut sa lettre en regrettant de ne pouvoir saluer Saint-Laurent avant son départ. Les deux officiers vont demeurer en contact ponctuel jusque sous l’Empire.
Le 14 septembre 1784, le Fendant s’échoue aux Indes. Parti de Trincomalay avec l’Argonaute et la Providence, pour se rendre à Pondichéry. Le chevalier de Peynier doit prendre ses dispositions pour l’hivernage. Après avoir retiré tout ce qui était possible du Fendant et pris les ordres du bailli, Peynier porte son pavillon sur l’Argonaute le 17 septembre
Saint-Laurent, faisant partie de l’état-major de l’amiral, passe avec lui sur le vaisseau l’Argonaute.
Un an plus tard, le chevalier de Peynier et Saint-Laurent quittent les Indes pour Brest, qu’ils atteignent au début de l’année 1786.
En mars 1786, le comte Bernard de Marigny, major de la 1re escadre (Brest), écrit plusieurs lettres à « M. Thomas de Saint-Laurent, enseigne des vaisseaux du Roy, major de l'escadre de M de Peynier, Brest ». Saint-Laurent vient d'arriver à Brest avec son escadre et Marigny lui demande de lui fournir tous les renseignements relatifs aux officiers morts aux Indes, la liste des états-majors qui composaient la division de Peynier, ainsi que les vaisseaux et frégates restés aux Indes, afin de réaffecter les officiers. Enfin il souhaite que Saint-Laurent lui adresse « une expédition de tous les signaux généraux et particuliers de l'armée de M. de Suffren ainsi que la division de M. de Peynier. »
Promu lieutenant de vaisseau en 1786, à 24 ans, Saint-Laurent demeure en France près de deux ans.

#### Mission de souveraineté à Saint-Domingue et agitation révolutionnaire (1788-1791)
En 1788, Saint-Laurent embarque comme second sur la Vestale, frégate de 32 canons, destinée à la station de Saint-Domingue (1788-1791). Auteur du Journal de la Campagne de la frégate du Roy La Vestale de 32 canons portant du 12, commandée par Mr de Peites Moncabrié Capitaine de Vaisseau, destinée pour faire partie de la Station des Isles Sous-le-Vent de L'Amérique. Le 26 juillet 1789, le comte de Peynier est nommé gouverneur-général de Saint-Domingue et y retrouve bientôt son ancien subordonné. Secondé par ses fidèles officiers de marine, il tente de limiter l’agitation révolutionnaire qui touche l’île, prenant le risque de s’appuyer sur des auxiliaires de couleur, qu’il fait armer. En 1791, Saint-Laurent quitte définitivement Saint-Domingue et rentre en France. M. de Peynier, vivement critiqué pour son « conservatisme » est rappelé.

### Démission, brève immigration et exil intérieur (1792-1814)
Au printemps 1792, Peynier accepte un temps de prendre le commandement de la flotte de Brest mais, découvrant l’anarchie qui règne au sein des équipages, revient sur sa décision et démissionne de la marine. Saint-Laurent adopte la même attitude que son chef et quitte comme lui le Service en 1792. Il a 30 ans. Il émigre alors très brièvement en Allemagne, le temps d’y constater que l’Armée des Princes n’a pas d’avenir et de rentrer chez lui, sans que son absence ait marqué les esprits.
Il perd le château de Saint Laurent à la Révolution mais parvient à conserver celui de la Bastide d’Engras.
Le comte de Peynier lui n’émigre pas et, ayant traversé la Terreur, s’installe à Aix au mois de décembre 1794. Le 22 juillet 1808, la foudre tombe sur la Bastide et provoqua un incendie qui détruisit la toiture du château et l’étage supérieur (mobilier, récoltes engrangées, vers à soie…). L’année suivante l’Empereur lui fit présent d’un paratonnerre. 

### Restauration et seconde carrière navale (1814-1823)
À la Restauration, Saint-Laurent, qui a cinquante-deux ans, est réintégré dans la Marine avec le grade de capitaine de frégate et reçoit la croix de chevalier de Saint Louis. Il est promu capitaine de vaisseau de 2e classe le 31 décembre 1814.
Après la parenthèse des Cent jours, Saint-Laurent est affecté à Toulon, au Collège Royal de la Marine, qui vient d’être créé et au développement duquel il prend une part active, avec son ami le chevalier de Grimaldi. Il est placé sous les ordres du Vice-amiral Burgues de Missiessy, préfet maritime commandant à Toulon de 1815 à 1820.
À partir du 8 juillet 1816, succédant à Grimaldi - qui a été promu contre-amiral -, Saint-Laurent commande la « 2e compagnie des élèves de la Marine » - celle de Toulon, la 1re étant à Brest -. Il dirige la composante toulonnaise du Collège Royal de la Marine. Saint-Laurent conserve ces fonctions un peu plus de deux ans, jusqu’au 1er octobre 1818. Il siège également au sein des principales commissions d’experts chargées d’éclairer l’amiral de Missiessy. Il déplore l’insuffisance du nombre d’élèves et, plus largement, la faiblesse des moyens dévolus à la Marine française, au regard en particulier de ceux de la Royal Navy. En avril 1816, une « commission de comparaison du service étranger avec le nôtre » est d’ailleurs créée, chargée d'un examen comparatif des marines française et anglaise (matériel, gréement, équipage, télégraphe, etc.) en vue d'éventuelles modifications dans la Marine française. En juillet 1818, Achille de Cheffontaines est nommé commandant en second de la Compagnie des élèves de la Marine à Toulon.
Promu capitaine de vaisseau de 1re classe en septembre 1823 et fait chevalier de la Légion d'honneur la même année, il quitte alors le service actif, à l’âge de 61 ans.
Il prend sa retraite par ordre le 31 août 1830, à 67 ans, avec rang de contre-amiral honoraire.

## Mariage et descendance
Marié en 1795 à Gabrielle de Digoine (31 octobre 1767, Lyon + 1837), chanoinesse comtesse, fille du comte de Digoine du Palais et de Gabrielle de Gueydon (veuve du duc d’Uzès). De cette union naissent: 
- Joseph Marie, capitaine d'infanterie,
- Joseph Henri Gabriel (1798 + 1836, mort en mer), lieutenant de vaisseau,
- Gabrielle (1799 + 1839), mariée à Edouard (de) Lajard (1795), capitaine de corvette.

## Sources et bibliographie
- Christian de Taffanel de La Jonquière, Les marins français sous Louis XVI, guerre d'indépendance américaine, Muller édition, septembre 1996, 294 p. (ISBN 2-904255-12-5)Thomas Saint-Laurent (Joseph, Louis), page 278